# Jaskinia Harda
Die Höhle Jaskinia Harda (dt.: Harte Höhle) ist eine Höhle im Tal Dolina Miętusia am Berg Litworowy Grzbiet (Czerwone Wierchy) im Massiv der Westtatra (Tatra-Nationalpark) in Polen. Man darf sie nur mit der Genehmigung der Nationalparkverwaltung betreten. Sie ist nur teilweise erforscht.
Die Höhle liegt bei Zakopane und Kościelisko, ist 578 Meter lang und hat einen Eingang auf Höhe von 1665 m n.p.m..